# 刘八里镇
刘八里镇，是中华人民共和国河北省沧州市南皮县下辖的一个镇，原名刘八里乡，2023年1月12日撤乡设镇。

## 行政区划
刘八里镇下辖以下地区：
刘八里村、杨庄村、前七里村、后七里村、付庄村、李八里村、高八里村、张盘古村、义和庄村、毕剪子村、南邢庄村、十二里口村、周八里村、赵监生村、双庙村、吕家村、刘秀才村、赵庄村、代庄村、东三里村、尹官屯村、李家庵村、王三家村、许庄村、林庄村、张庄村、刘显吾村、侯庄村、八里台村、南王庄村、西邱庄村、汤老家村、王桥村、向阳村、小吴家村和刘和睦村。